# Terreurwinter

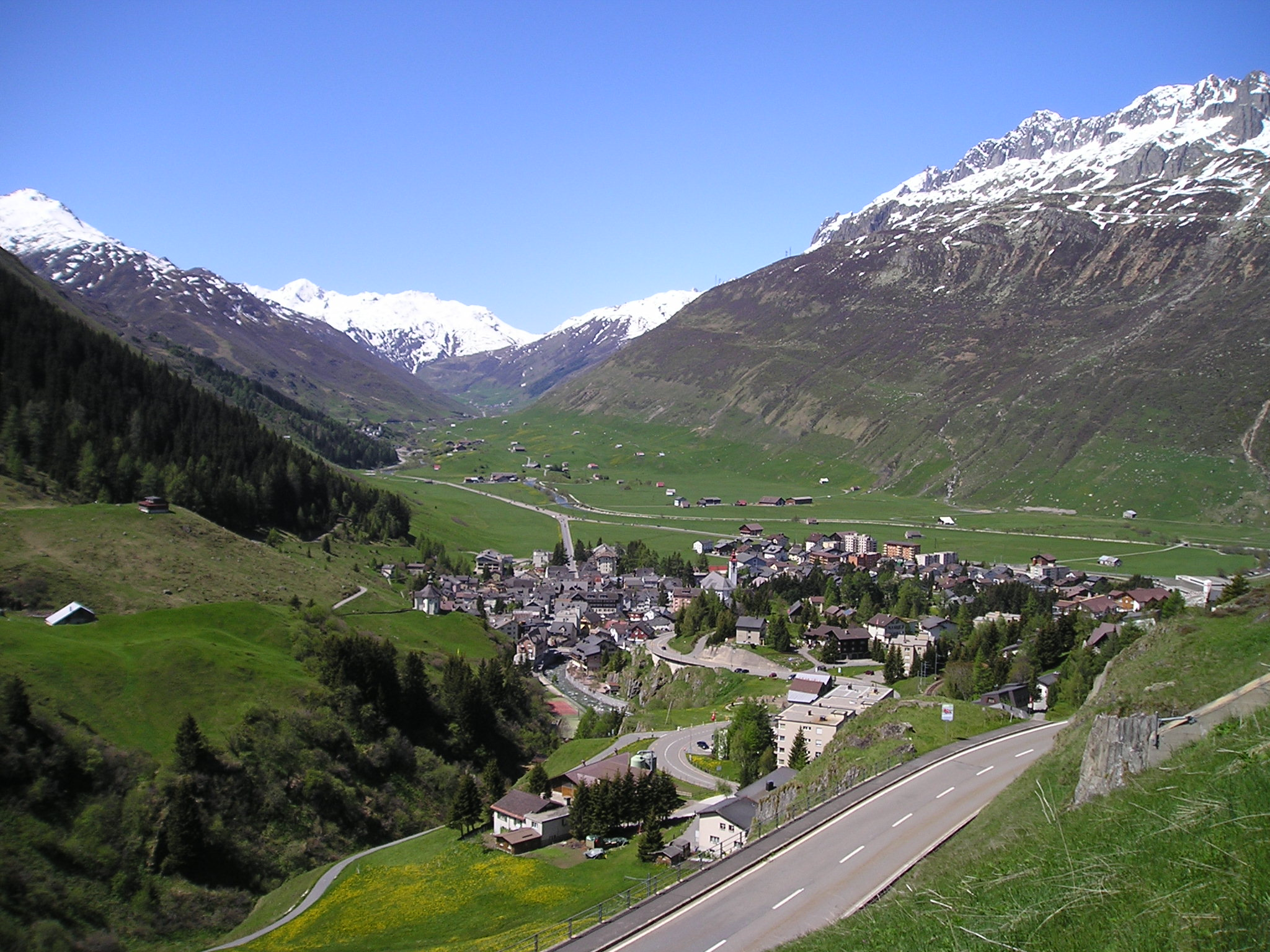
Andermatt in 2005. Het stadje werd in een uur tijd door zes lawines getroffen gedurende de Terreurwinter.

De terreurwinter is een uitdrukking die gebruikt wordt als aanduiding voor een periode van drie maanden tijdens de winter van 1950-1951 met extreem veel sneeuwval in de Alpen. Tijdens deze winter werden er minstens 649 lawines geregistreerd en waren er meer dan 265 doden te betreuren. Ook was er veel schade aan woonhuizen en andere gebouwen.

## Schade en doden tijdens de terreurwinter
Oostenrijk ondervond de meeste materiële schade en verlies van mensenlevens. Er waren 100 doden te betreuren, vele dorpen werden verwoest en duizenden hectare economisch waardevol bos werden beschadigd. Het kanton Valais in Zwitserland had 92 mensenlevens te betreuren. Tevens stierven er ook rond de 500 stuks vee en werden 900 gebouwen verwoest. Net zoals in Oostenrijk werden vele economisch waardevolle bossen beschadigd. Het Zwitserse dorp Andermatt in de Lepontische Alpen werd in 6 minuten tijd door 6 lawines getroffen. Daar waren er 13 levens te betreuren.

## Oorzaken
Van deze periode wordt gedacht dat ze een resultaat is voor niet-kenmerkende weersomstandigheden in de Alpen. Er was veel neerslag te wijten aan een Atlantisch warmtefront dat een polair koudefront ontmoette wat zich vertaalde in 3 tot 4,5 meter sneeuw die viel op 1 tot 3 dagen tijd. Alleen al hierdoor werden 600 gebouwen verwoest en raakten meer dan 40.000 mensen ingesneeuwd.